# 박사가 사랑한 수식 (영화)
《박사가 사랑한 수식》(일본어: 博士の愛した数式)은 2006년 개봉한 일본의 영화이다. 오가와 요코의 동명 소설을 영화화한 것으로, 기억력이 짧고 나이 많은 수학자와 싱글맘 쿄코, 그리고 쿄코의 아들 루트 사이에서 벌어지는 이야기를 다뤘다. 고이즈미 다카시 감독이 연출했고 테라오 아키라, 후카츠 에리, 사이토 류세이, 요시오카 히데타카가 출연했다.
2008년 열린 제 26회 파지르국제영화제에서 스피리츄얼영화경쟁-감독상을 수상한 작품이다. 2005년 도쿄 국제 영화제 개막작이었고, 같은 연도 일본 메가박스 영화제 개막작이었다.

## 줄거리
2006년 개봉한 일본 영화 '박사가 사랑한 수식'은 원작 소설 '박사가 사랑한 수식'을 바탕으로 만들어졌다. 영화는 원작 소설과 달리, 29세의 '루트'가 새로운 학생들에게 과거에 교수를 만났던 기억을 회상하는 방식으로 이야기가 전개된다. 영화는 원작 소설의 내용을 전반적으로 충실하게 따르지만, 원작에서는 자세히 다루지 않았던 교수와 미망인 사이의 관계를 묘사하는 등 일부 차이점도 보인다. 영화는 루트가 어린 시절 가정부였던 어머니와 함께 기억상실증을 앓고 있는 괴짜 수학 교수와 특별한 관계를 맺는 과정을 보여준다. 교수는 숫자에 대한 남다른 애정을 가지고 있었고, 루트에게 수학의 아름다움을 가르쳐 준다. 시간이 흐르면서 루트는 교수의 순수한 열정과 수학에 대한 사랑에 감동받고, 교수 역시 루트를 통해 세상과 소통하며 삶의 기쁨을 되찾는다. 영화는 수학이라는 매개체를 통해 세대와 성격을 초월한 인간적인 교류를 따뜻하게 그려내고 있다.

## 출연진
- 테라오 아키라 - 박사 역
- 후카츠 에리 - 교코
- 사이토 류세이/요시오카 히데타카(19년 후) - 루트
- 아사오카 루리코 - 미망인
- 이가와 히사시 - 소장
- 즈시 요시타카 - 소년 야구부 감독
- 카야시마 나루미 - 가정부

## 한국어 더빙 성우진(KBS)
- 오세홍 - 박사(테라오 아키라)
- 문선희 - 교코(후카츠 에리)
- 양석정 - 선생(요시오카 히데타카)
- 최문자 - 미망인(아사오카 루리코)
- 안종국 - 소장(이가와 히사시)
- 이현주 - 어린 선생(사이토 류세이)
- 김정아 - 가정부(카야시마 나루미)
- 최정호 - 소년 야구부 감독(즈시 요시타카)
- 박찬희 - 학생(키키누마 유스케)